# 小鴨駅
小鴨駅（おがもえき）は、鳥取県倉吉市小鴨にあった、日本国有鉄道（国鉄）倉吉線の駅（廃駅）である。倉吉線の廃線に伴い、1985年（昭和60年）4月1日に廃駅となった。

## 歴史
- 1941年（昭和16年）5月17日：倉吉線の倉吉駅（後の打吹駅） - 関金駅間延伸時に、一般駅として新設[1]。
- 1958年（昭和33年）11月1日：荷物・貨物の取り扱いを廃止[1][2]し、無人駅化。
- 1985年（昭和60年）4月1日：倉吉線の全線廃止に伴い、廃駅となる[1]。

## 駅構造
廃止時点で、1面1線の単式ホームと、待合室を兼ねた小さな駅舎を有する地上駅（旅客駅）であった。

## 駅周辺
- 倉吉市立小鴨小学校
- 倉吉中河原簡易郵便局
- 国道313号
- 日交バス「中河原」停留所

## 跡地
駅舎、ホーム共に撤去されている。駅跡の敷地は、公園（ロードステーションおがも）とトイレに整備されている。
なお、西倉吉駅跡から上小鴨駅跡まで続く遊歩道「花と緑のふれあいロード」（鳥取県道501号倉吉東郷自転車道線）の中間地点となっている。

## 隣の駅
日本国有鉄道
倉吉線
西倉吉駅 - 小鴨駅 - 上小鴨駅